# Le Papillon fantastique
Pour plus de détails, voir Fiche technique et Distribution.
Le Papillon fantastique est un film français réalisé par Georges Méliès et sorti en 1909. 
Un fragment du film subsiste. Il dure 1 minute et 48 secondes.

## Synopsis
Un magicien (joué par Georges Méliès) fait sortir un  papillon d'un cône. Son assistant met un autre cône sur un poteau et avec un mousqueton, le magicien fait ouvrir le cône et fait apparaître un autre papillon, le même genre que le premier. Il s'assoit, mais le cône devient une toile d'araignée qui aspire le second papillon. Pour le sauver, le magicien utilise son mousqueton pour détruire la toile, mais elle devient de la fumée et à travers la fumée, on voit une étoile fait avec les tentacules qui étaient dans la toile et qui aspirèrent le papillon.

## Autour du film
- Critiques de l'IMDb : 6.2 étoiles par 123 utilisateurs (lundi 4 janvier 2014)
- 516e film réalisé par Méliès

## Adaptation
Une BD qui dévoile l'origine du film doit être commencée le 1er novembre 2012[réf. nécessaire].